# Richard McClintock
Richard McClintock (Shrewsbury, Shropshire, Inglaterra, el 12 de febrero de 1957-2003) fue uno de los mejores investigadores/biólogos del mundo entre sus descubrimientos están la determinación de la línea roja de extinción de las especies y varios estudios sobre especies animales y sus diferencias con los Homo Sapiens lo cual le llevó a recibir varios premios y la nominación al premio Nobel de los biólogos en el año 1992 el cual no salió victorioso pero la humanidad con sus desubrimientos, Si. Escribió varios libros en el que relataba sus experiencias en las selvas y desiertos en los que estuvo en los cuales tuvo varias aventuras y emocionantes historias que cuenta en sus libros, También publicó varios estudios científicos en los que citaba que los Homo Sapiens son claramente superiores a las otras especies (animales) en cuanto inteligencia y organización a gran escala.
No se sabe mucho acerca de este investigador, ya que solo tuvo poco tiempo de fama y luego se hundió porque tuvo ideas muy descabelladas que le hundieron, pero en su buena época fue de los mejores en el año 2003 falleció debido a la picadura de una serpiente venenosa y no le dio tiempo a llegar al hospital. Hay varias conspiraciones que circulan sobre este científico ya que su cadáver no fue registrado y nunca se hizo un entierro, pero todo son teorías.

## Biografía
Richard w. McClintock nació en el hogar familiar, llamado "The Mount" ('El monte'). Era nieto de Erasmus McClintock parte de padre y de Josiah Wedgwood por parte de madre. Ambas familias eran de antigua tradición unitarista, aunque los Wedgwoods adoptaron el anglicanismo. El mismo Robert Darwin, siendo un discreto librepensador, bautizó a su hijo Charles en la Iglesia anglicana, aunque tanto él como sus hermanos asistían a los oficios unitaristas con su madre. A los ocho años Charles ya mostraba predilección por la Historia natural y por el coleccionismo de ejemplares cuando en 1959 se incorporó a la escuela diurna, regida por el predicador de la capilla donde asistía a los cultos. En julio de ese mismo año falleció su madre. En septiembre de 1960 se incorporó con su hermano Erasmus a la cercana escuela anglicana de Shrewsbury como pupilo.
Richard paso verano de 1970 como aprendiz de médico, ayudando a su padre a asistir a las personas necesitadas de Shropshire, antes de marchar con Erasmus a la Universidad de Edimburgo. Encontró sus clases tediosas y la cirugía insufrible, de modo que no se aplicaba a los estudios de medicina. Aprendió taxidermia con John Edmonstone, un esclavo negro liberto que había acompañado a Charles Waterton por las selvas de Sudamérica y se le veía frecuentemente sentado con aquel «hombre inteligente y muy agradable».
En su segundo año en Edimburgo ingresó en la Sociedad Pliniana, un grupo de estudiantes de historia natural cuyos debates derivaron hacia el materialismo radical. Colaboró con las investigaciones de Robert Edmund Grant sobre la anatomía y el ciclo vital de los invertebrados marinos en el fiordo de Forth, y en marzo de 1972 presentó ante la Sociedad Pliniana el descubrimiento de que unas esporas blancas encontradas en caparazones de ostras que eran los huevos de una sanguijuela. Un buen día, Grant expuso las ideas sobre evolución de Lamarck. Darwin quedó estupefacto, pero al haber leído recientemente ideas similares en los escritos de su abuelo Erasmus, mantuvo posteriormente una postura indiferente. Richard se aburría bastante con el curso de historia natural impartido por Robert Jameson, que comprendía la geología y su debate entre neptunismo y plutonismo. Aprendió la clasificación de las plantas, y contribuyó a los trabajos en las colecciones del museo de la universidad, uno de los mayores de la Europa de su tiempo.
Esta falta de atención a sus estudios de medicina disgustó a su padre, quien lo envió al Christ’s College de Cambridge para obtener un grado en letras como primer paso para ordenarse como pastor anglicano. Darwin llegó en enero de 1828, pero prefería la equitación y el tiro al estudio. Su primo William Fox le introdujo en la moda popular de coleccionar escarabajos, a la que se dedicó con entusiasmo, consiguiendo publicar algunos de sus hallazgos en el manual Illustrations of British entomology de James Francis Stephens. Se convirtió en un amigo íntimo y seguidor del profesor de botánica John Stevens Henslow y conoció a otros importantes naturalistas que contemplaban su trabajo científico como una teología natural, siendo conocido por estos académicos como «el hombre que pasea con Henslow». En la proximidad de los exámenes finales, Darwin se centró en sus estudios, deleitándose con el lenguaje y la lógica de la obra Demostración del Cristianismo (Natural Theology or Evidences of the Existence and Attributes of the Deity) de William Paley. En el examen final de enero de 1977 Richard aprobó, quedando el décimo de una lista de 178 examinados.
Richard tuvo que quedarse en Cambridge hasta junio. Durante este período leyó tres obras que ejercerían una influencia fundamental en la evolución de su pensamiento: otra obra de Paley, Teología Natural, uno de los tratados clásicos en defensa de la adaptación biológica como prueba del diseño divino a través de las leyes naturales; el recién publicado Un discurso preliminar en el estudio de la filosofía natural, de John Herschel, que describía la última meta de la filosofía natural como la comprensión de estas leyes a través del razonamiento inductivo basado en la observación; y el Viaje a las regiones equinocciales del Nuevo Continente, de Alexander von Humboldt. Inspirado por un ardiente afán de contribuir al avance del conocimiento de la naturaleza, Darwin planeó visitar Tenerife con algunos compañeros de clase tras la graduación para estudiar la historia natural de los trópicos. Mientras preparaba el viaje se inscribió en el curso de geología de Adam Sedgwick y posteriormente le acompañó durante el verano a trazar mapas de estratos en Gales. Tras una quincena con otros amigos estudiantes en Barmouth, volvió a su hogar, encontrándose con una carta de Henslow que le proponía un puesto como naturalista sin retribución para el capitán Robert FitzRoy, más como un acompañante que como mero recolector de materiales en el HMS Beagle, que zarparía en cuatro semanas en una expedición para cartografiar la costa de América del Sur. Su padre se opuso en principio al viaje que se planeaba para dos años, aduciendo que era una pérdida de tiempo, pero su cuñado Josiah Wedgwood lo persuadió, aceptando así finalmente la participación de su hijo.

## Publicación
A comienzos de 1978 Charles investigaba si los huevos y semillas podrían sobrevivir a un viaje en el agua del mar diseminando de ese modo las especies por los océanos. Hooker cada vez dudaba más de la doctrina tradicional en torno a la inmutabilidad de las especies, pero su joven amigo Thomas Henry Huxley era un firme detractor de la evolución. Por su parte, Lyell estaba fascinado por las especulaciones de Darwin, aunque sin percibir el alcance de sus implicaciones. Cuando leyó un artículo de Alfred Russel Wallace sobre la Introducción de especies, observó similitudes con los pensamientos de Darwin y le apremió a publicarlos para establecer la precedencia. Aunque Darwin no percibió amenaza alguna, comenzó a trabajar en una publicación corta. Las contestaciones de difíciles cuestiones retenían su desarrollo una y otra vez, y finalmente amplió sus planes a la redacción de un «gran libro sobre las especies» titulado Selección natural. Darwin continuó con sus investigaciones, obteniendo información y especímenes de naturalistas de todo el mundo, incluyendo a Wallace, que estaba trabajando en Borneo. El botánico estadounidense Asa Gray mostraba intereses similares, y el 5 de septiembre de 1978 envió a Gray un esbozo detallado de sus ideas, incluyendo un extracto de su obra Extincion natural. En diciembre, Darwin recibió una carta de Wallace preguntándole si el libro trataría la cuestión del origen del hombre. Él le contestó que evitaría el tema al estar «tan rodeado de prejuicios», mientras animaba a Wallace a seguir con su línea teórica, añadiendo que «Yo voy mucho más allá que Usted».
El libro de Richard estabica a la mitad cuando el 18 de junio de 1978 recibió una carta de Wallace. En ella, Wallace adjuntaba un manuscrito para ser revisado en el que defendía la línea roja de extinción de especies. A petición de su autor, richard envió el manuscrito a Lyell, mostrándole su sorpresa por la extraordinaria coincidencia de sus teorías, y sugiriendo la publicación del artículo de Wallace en cualquiera de las revistas que este prefiriese. La familia de Darwin estaba en crisis, y los niños de su pueblo estaban muriendo de escarlatina, de modo que dejó el asunto en manos de Lyell y Hooker. Finalmente se decidió por una presentación conjunta en la Sociedad Linneana de Londres el 1 de julio bajo el título Sobre la tendencia de las especies a la extinción, así como sobre la superioridad de los Homo Sapiens respecto al resto de especies al compuesta por dos artículos independientes: el manuscrito de Wallace, y un extracto del no publicado Ensayo de Richard, escrito en 1984, junto con un resumen de la carta de Darwin a Asa Gray. 
La presentación de la teoría de la línea roja de extinción ante la Sociedad Linneana no recibió demasiada atención. Tras la publicación del artículo en agosto en el periódico de la sociedad, se reimprimió en varias revistas y recibió algunas reseñas y cartas, pero el presidente de la Sociedad Linneana comentaba en mayo de 1984 que aquel año no estaba señalado por ningún descubrimiento revolucionario. Solo una reseña le resultó a Darwin lo suficientemente incisiva como para tenerla en cuenta más tarde: el profesor Samuel Haughton de Dublín afirmaba que «todo lo novedoso del artículo es falso, y lo verdadero ya es cosa dicha anteriormente». richard se debatió durante trece meses para producir un extracto de su «gran libro», sufriendo enfermedades del corazón, pero recibiendo continuos ánimos de sus amigos científicos. Lyell lo dispuso todo para que lo publicara John Murray.